# El detectiu cantant
El detectiu cantant  (títol original: The Singing Detective) és una pel·lícula dirigida per Keith Gordon, estrenada l'any 2003. Aquest film pertany al gènere de la comèdia i al gènere policíac. Ha estat doblada al català.
El detectiu cantant és una adaptació de la mini-sèrie que s'inspirava en films negres i que seguia el recorregut d'un home afligit d'una malaltia degenerativa que li dona crisis de psoriasis insuportables. El director d'aquesta sèrie, Dennis Potter patia aquesta malaltia i va morir l'any 1994.

## Argument
Dan Dark, escriptor de novel·les policíaques rosegat per una lenta malaltia degenerativa del cervell, no pot trobar la curació sinó és submergint-se en un món oníric que ha creat per una de les seves obres, en la qual un cínic investigador privat també és cantant en una banda. El seu personatge a poc a poc es veurà implicat en la intriga d'una investigació d'una prostituta a Los Angeles dels anys cinquanta. Molt medicat, aviat el cap de Dan confondrà realitat i ficció...

## Repartiment
- Robert Downey Jr.: Dan Dark
- Robin Wright: Nicola / Nina / rossa
- Jeremy Northam: Mark Binney
- Mel Gibson: Dr. Gibbon
- Carla Gugino: Betty Dark
- Adrien Brody: El 1r pistoler
- Jon Polito: El 2a pistolera
- Katie Holmes: La infermera Mills
- Amy Aquino: La infermera Nohzki
- Alfre Woodard: El cap d'equip
- Saul Rubinek: L'especialista

## Premis
- 2003: Festival de Cinema Fantàstic de Sitges: Millor actor (Robert Downey Jr.)